# Pherusella brevituba
Pherusella brevituba is een mosdiertjessoort uit de familie van de Pherusellidae. De wetenschappelijke naam van de soort is voor het eerst geldig gepubliceerd in 1951 door Soule.